# Universitatea Kluž
Universitatea Kluž (rumunsky FC Universitatea Cluj, často zkracováno na U Cluj) je rumunský fotbalový klub z města Kluž založený roku 1919. Rok založení je i v logu klubu, které je černobílé. V bílém kruhovém poli uprostřed je velké černé písmeno U a nahoře v půloblouku text FC Universitatea Cluj, dole pak v oblouku rok 1919.

## Úspěchy
- 1× vítěz rumunského fotbalového poháru (1964/65)[1]